# Drosanthemum floribundum
Drosanthemum floribundum là một loài thực vật có hoa trong họ Phiên hạnh. Loài này được (Haw.) Schwantes mô tả khoa học đầu tiên năm 1927.